# IC 4902
IC 4902 је спирална галаксија у сазвјежђу Телескоп која се налази на листи објеката дубоког неба у Индекс каталогу.
Деклинација објекта је - 56° 22' 46" а ректасцензија 19h 54m 24,1s. Привидна величина (магнитуда) објекта IC 4902 износи 15,3 а фотографска магнитуда 16,1. IC 4902 је још познат и под ознакама ESO 185-24, PGC 63798.